# Diputació provincial de Tarragona (1833-1914)
La Diputació Provincial de Tarragona va ser creada el 1833, seguint el model establert per la Llei d'Organització i Atribucions de les Diputacions Provincials d'Espanya. Aquesta institució té com a objectiu gestionar els afers de la província i servir com a òrgan de govern local.
Durant el segle XIX i principis del segle xx, la Diputació de Tarragona va tenir un paper important en l'administració de la província, supervisant àrees com la infraestructura, l'educació, la sanitat i el desenvolupament econòmic local. A més, tenia responsabilitats en la recaptació d'impostos i la distribució de fons per a projectes provincials.
Entre 1833 i 1914, la província de Tarragona va experimentar canvis significatius, inclosa l'expansió de la xarxa de transport, el creixement de la indústria i l'augment de la urbanització. La Diputació va tenir un paper crucial en la facilitació i regulació d'aquests canvis, així com en la promoció del benestar general dels ciutadans de la província.
És important tenir en compte que durant aquest període també es van produir esdeveniments polítics i socials de gran rellevància, com la Revolució Industrial, la Primera República Espanyola i la Guerra Civil Espanyola, que van tenir impacte en l'evolució de la Diputació Provincial de Tarragona i en la vida dels seus habitants.